# Luís António José Maria da Câmara
Luís António José Maria da Câmara, 6º conde da Ribeira Grande (10 de fevereiro de 1754 – 26 de março de 1802) era filho do 5º conde da Ribeira Grande.
Assentou praça de cadete no Regimento de Cavalaria 4, em 13 de novembro de 1776. Foi promovido a alferes em 1781, a tenente em 1788, a capitão em 1789. Sucedeu a mãe em toda a sua grande casa, com suas donatarias, comendas e vínculos. Foi alcaide-mor de Ponta Delgada e tinha o privilégio exclusivo da venda do sal e dos fornos de pão para o serviço público.

## Dados genealógicos
Filho de Guido Augusto da Câmara e Ataíde. 5º conde da Ribeira-Grande, e de D. Joana Tomásia da Câmara, filha D. José da Câmara Teles, 4.º conde da Ribeira-Grande.
Casamentos:
- 1 - em 16 de fevereiro de 1773 com D. Maria Rita da Cunha (1745-1777) filha do 5º conde de São Vicente.
- 2 - em 21 de novembro de 1778 com D. Maria Rita de Almeida (1751-1786), filha do 2º Marquês de Alorna; foram pais de D. José Maria Gonçalves Zarco da Câmara (1784-1820) e de D. Leonor da Câmara, marquesa de Ponta Delgada.
- 3 - em 8 de junho de 1788 com D. Francisca Teles da Silva (1766-1796) filha do 2º Marquês de Penalva.